# 蜘蛛俠百戰曱甴精
蜘蛛俠百戰曱甴精是一套菲律賓電影，講述兩位男主角在吞吃了異變的蜘蛛和曱甴（蟑螂）之後化身成為蜘蛛俠和曱甴精，但二人非但沒有利用能力來造福社會，反而用來追女仔之餘，更對鄰居造成各種破壞。

## 外部連結
- HKi站友nyx的電影評論（页面存档备份，存于）
- （英文） 國際超級英雄：Gagamboy （页面存档备份，存于）